# جيسي سمول
جيسي سمول (بالإنجليزية: Jessie Small)‏ هو لاعب كرة قدم أمريكية أمريكي، ولد في 30 نوفمبر 1966 في بوسطن في الولايات المتحدة.

## وصلات خارجية
- جيسي سمول على موقع مرجع كرة القدم المحترفة.كوم (الإنجليزية)